# Unfinished Music No. 2: Life with the Lions
Unfinished Music No. 2: Life with the Lions (dt.: ‚Unfertige Musik Nr. 2: Leben mit den Löwen‘) ist das zweite Album, das John Lennon gemeinsam mit seiner Lebensgefährtin und späteren Ehefrau Yoko Ono aufnahm. Es wurde am 9. Mai 1969 in Großbritannien und am 27. Mai 1969 in den USA veröffentlicht.

## Entstehungsgeschichte
Der zweite Teil der „Unfinished Music“, die das gemeinsame Leben von John Lennon und Yoko Ono dokumentiert, erschien auf Zapple, einem Unterlabel von Apple Records. Es handelt sich hier wie beim Vorgängeralbum Unfinished Music No.1: Two Virgins um ein avantgardistisches Album.
Der erste Titel des Albums, Cambridge 1969, wurde am 2. März 1969 live in der Lady Mitchell Hall in Cambridge aufgenommen, wobei Yoko Ono den „Gesangspart“ übernimmt, während John Lennon mit seiner elektrischen Gitarre sogenannte Feedback-Geräusche erzeugt. Als weitere Musiker fungierten John Tchicai (Saxofon) und John Stevens (Schlagzeug). Die weiteren Titel des Albums wurden mit einem Kassettenrekorder zwischen dem 4. und dem 25. November 1968 aufgenommen, außer Two Minutes Silence, der, wie der Titel angibt, aus zwei Minuten Stille besteht. Bei No Bed for Beatle John singen beide verschiedene Zeitungsartikeltexte vor, die ihre damalige private Lebenssituation beinhalten. Bei Baby’s Heartbeat hört man den Herzschlag des ungeborenen Kindes von John Lennon und Yoko Ono. Bei Radio Play steuerte Lennon manuell mit einem Radiogerät mehrere Radiosender an und nahm diese Geräusche auf. John Lennon ist dabei im Hintergrund am Telefon zu hören, und an einer Stelle ist Ob-La-Di, Ob-La-Da von den Beatles zu hören.
Lennon und Ono traten am 14. Juni 1969 in der David Frost Show in London auf, in der sie über Unfinished Music No 2: Life With The Lions sowie ihre Friedenskampagnen sprachen.

## Covergestaltung
Das Coverfoto der Vorderseite des Albums wurde von Susan Wood im Londoner Queen Charlotte Hospital im November 1968 fotografiert. Es zeigt John Lennon und Yoko Ono, die sich vom 4. bis zum 25. November 1968 aufgrund von Komplikationen während der Schwangerschaft von Yoko Ono und ihrer späteren Fehlgeburt dort aufhielten. Das Rückseitencover wurde dem Daily Mirror entnommen. Es zeigt John Lennon und Yoko Ono, die von Polizisten umringt, am 18. Oktober 1968 wegen Besitz von Haschisch verhaftet worden waren. Die Gestaltung des Covers koordinierte John Kosh.

## Wiederveröffentlichungen
- Die remasterte CD-Wiederveröffentlichung erfolgte am 3. Juni 1997 von Rykodisc Records und enthält die zwei bisher unveröffentlichten Bonusstücke aus den Sessions im Queen Charlotte Hospital Song for John und Mulberry von Yoko Ono. Bei beiden Titeln spielt John Lennon akustische Gitarre und Yoko Ono singt. Das Remastering erfolgte von George Marino und Rob Stevens in den Sterling Sound Studios unter der Aufsicht von Yoko Ono in New York.[1]
- Am 11. November 2016 wurde das erneut remasterte Album als CD[2] und Vinyl-Langspielplatte (auf schwarzem[3] und weißem Vinyl[4] gepresst) auf den Labeln Secretly Canadian / Chimera Music veröffentlicht. Die CD wurde von Greg Calbi und Ryan Smith, das Vinylalbum wurde von Greg Calbi und Sean Lennon remastert. Die CD wurde in einem aufklappbaren Pappcover vertrieben. Der CD liegt ein 16-seitiges bebildertes Begleitheft bei, das Information zum Album enthält.

## Titelliste
Seite 1
1. Cambridge 1969 – 26:31

Seite 2
1. No Bed for Beatle John – 4:41
2. Baby’s Heartbeat – 5:10
3. Two Minutes Silence – 2:00
4. Radio Play – 12:35

Bonustitel (erschienen: 1997/2016)
1. Song for John – 1:29
2. Mulberry – 8:47 (1997) / 8:58 (2016)

## Chartplatzierungen
| ChartsChartplatzierungen       | Höchstplatzierung | Wochen |
| ------------------------------ | ----------------- | ------ |
| Vereinigte Staaten (Billboard) | 174 (8 Wo.)       | 8      |